# Moliterno
Moliterno är en ort och kommun i provinsen Potenza i regionen Basilicata i Italien. Kommunen hade 3 916 invånare (2017).